# Імперія мурах

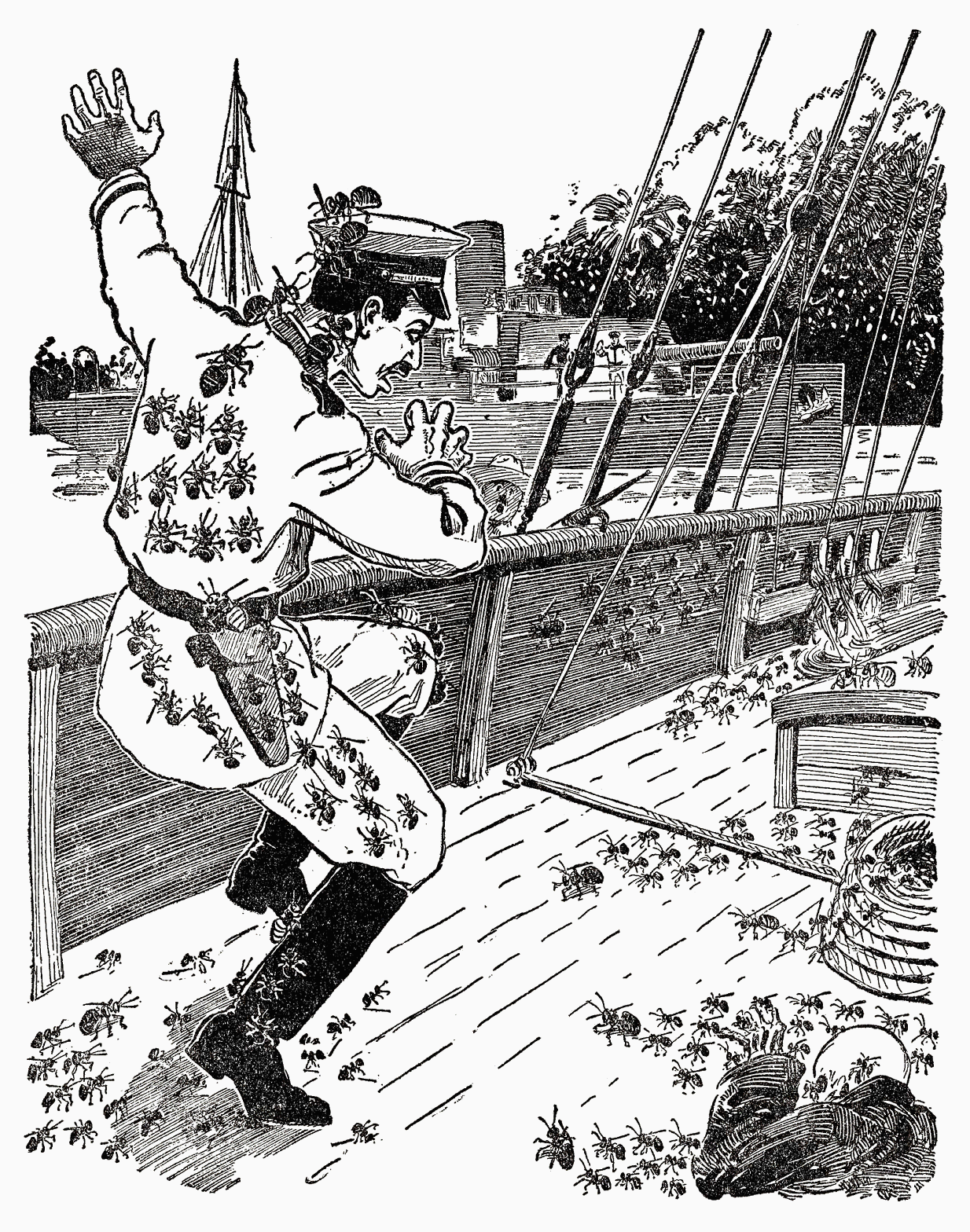
Імперія мурах

«Імперія мурах» (англ. Empire of the Ants) — оповідання англійського письменника Герберта Веллса. Видане у 1905 році.

## Сюжет
Бразильський капітан Жеріло отримує завдання допомоги жителям міста Бадама у «Верхній Амазонці» «проти чуми мурах». Його супроводжує англійський інженер на ім'я Голройд, з точки зору якого, здебільшого, і розповідається сюжет.
Спершу Жеріло не розуміє чому завдання доручили саме йому. Згодом виявляється, що їм доведеться мати справу з невідомими досі видом великих чорних мурах, які розвинули високий інтелект і навчилися виготовляти інструменти.
Перш ніж прибути в Бадам, капітан Жеріло зустрічає корабель, захоплений мурахами, котрі вбивають і калічать кількох моряків. Після того, як капітан Жеріло відправляє свого заступника, лейтенанта да Кунью, на борт судна, мурахи нападають на нього, і він помирає від мурашиних укусів.
Наступного дня, спаливши корабель, Бенджамін Констант прибуває до Бадами. Місто безлюдне, а всі його жителі мертві або розбіглися. Побоюючись відкрито боротися з мурухами, капітан Жеріло задовольняється тим, що двічі стріляє по місту з мінімальним ефектом. Потім він запитує: «Що ще було робити?» і повертається вниз за течією для отримання подальших наказів.
В останньому розділі повідомляється, що Голройд повернувся до Англії, щоб попередити владу про мурах, «доки не пізно». Він вважає, що мурахи загрожують британським колоніям. Ширяться чутки, що ці комахи захоплюють усе більші території і вже навчилися будувати машини. Голройд упевнений, що їм вдасться цілком витіснити людей з тропічних регіонів.